# Khildekharoi
Khildekharoi (en rus: Хилдехарой) és un poble de la república de Txetxènia, a Rússia, segons el cens del 2010 tenia 590 habitants.